# マイクのチバリョー!タイガース
『マイクのチバリョー！タイガース』は、2005年3月21日まで毎日放送ラジオ（MBSラジオ）で放送されていた阪神タイガースの応援ラジオ番組である。
番組は、プロ野球シーズン中には阪神タイガースの1週間の試合を振り返る内容で、オフシーズン中には選手へのインタビューやキャンプ情報を主とする内容で放送。基本的には毎週月曜 18:00 - 19:00（日本標準時）に放送されていたが、18:00 - 18:55や17:55 - 18:55に放送されていた時期もある。
パーソナリティは、阪神OBでMBS野球解説者の仲田幸司とMBSアナウンサーの中村香奈が務めていた。他に、週替わりのゲストコメンテーターとして月亭八方、石嶺和彦、亀山つとむ、松村邦洋が出演していた。番組タイトルにある「マイク」は、仲田の米国名「マイク・ピーターソン」に因む。また「チバリョー」は、仲田の出身地・沖縄県で「頑張れ」を意味する言葉である。